# География Замбии

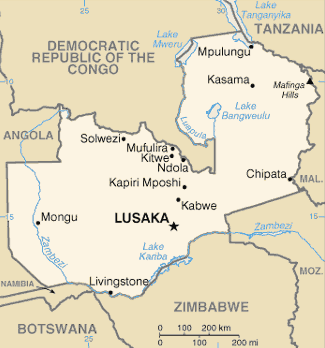
Карта Замбии

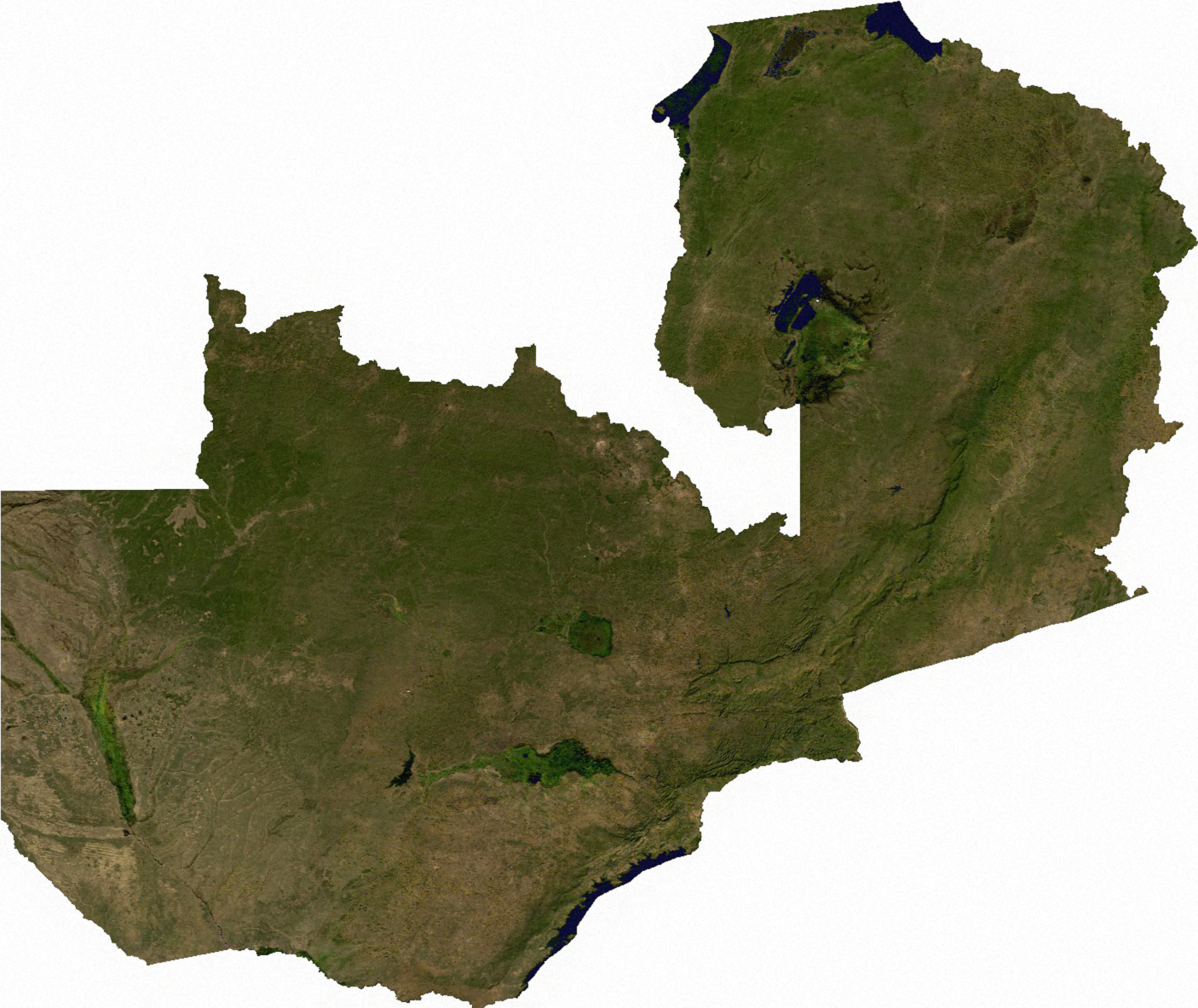
Спутниковый снимок территории

Замбия расположена в центре южной Африки, не имеет выхода к морю. Площадь составляет 752 614 км² (39 место в мире). большую часть территории занимает плато. Климат — тропический, варьируется от высоты над уровнем моря, в целом — довольно комфортный.

## Территория и границы
Замбия граничит с ДРК (на севере), Танзанией (на северо-востоке), Малави (на востоке), Мозамбиком (на юго-востоке), Зимбабве (на юге), Намибией и Ботсваной (на юго-западе) и Анголой (на западе). Общая протяжённость государственной границы составляет 5664 км, из них: с Анголой — 1110 км, с ДРК — 1930 км, с Малави — 837 км, с Мозамбиком — 419 км, с Намибией — 233 км, с Танзанией — 338 км и с Зимбабве — 797 км. Узкая полоса намибийской области Каприви почти полностью отделяет Замбию от территории Ботсваны, однако у Замбии и Ботсваны есть общая граница (водная) протяжённостью 0,15 км. Граница с Зимбабве полностью проходит по реке Замбези. Часть границы с ДРК проведена по реке Луапула.

## Рельеф
Большая часть территории Замбии представляет собой плато высотой от 900 до 1500 м над уровнем моря. Основными формами рельефа здесь являются рифтовые впадины и долины рек. Озеро Танганьика на северо-востоке Замбии находится примерно на 600 м ниже уровня плато. Самый крупный рифт проходит по реке Луангва. Наиболее высокой является восточная часть страны, где плато Ниика, расположенное на границе с Малави на высоте более 1800 м, повышается, образуя холмы Мафинга, которые достигают 2100 м над уровнем моря. Общий уклон плато направлен к юго-западу.

## Геология и полезные ископаемые

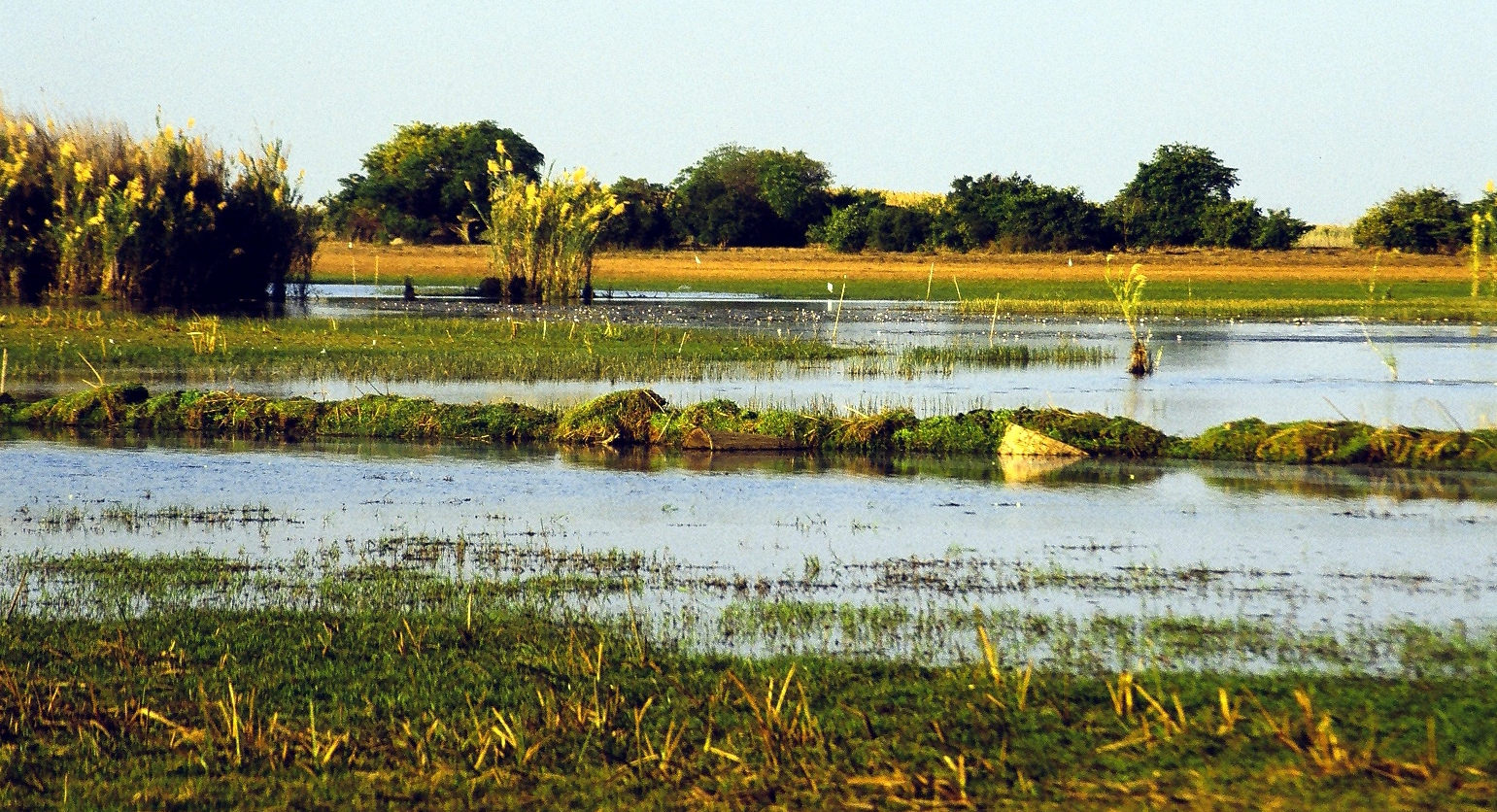
Болота Бангвеулу

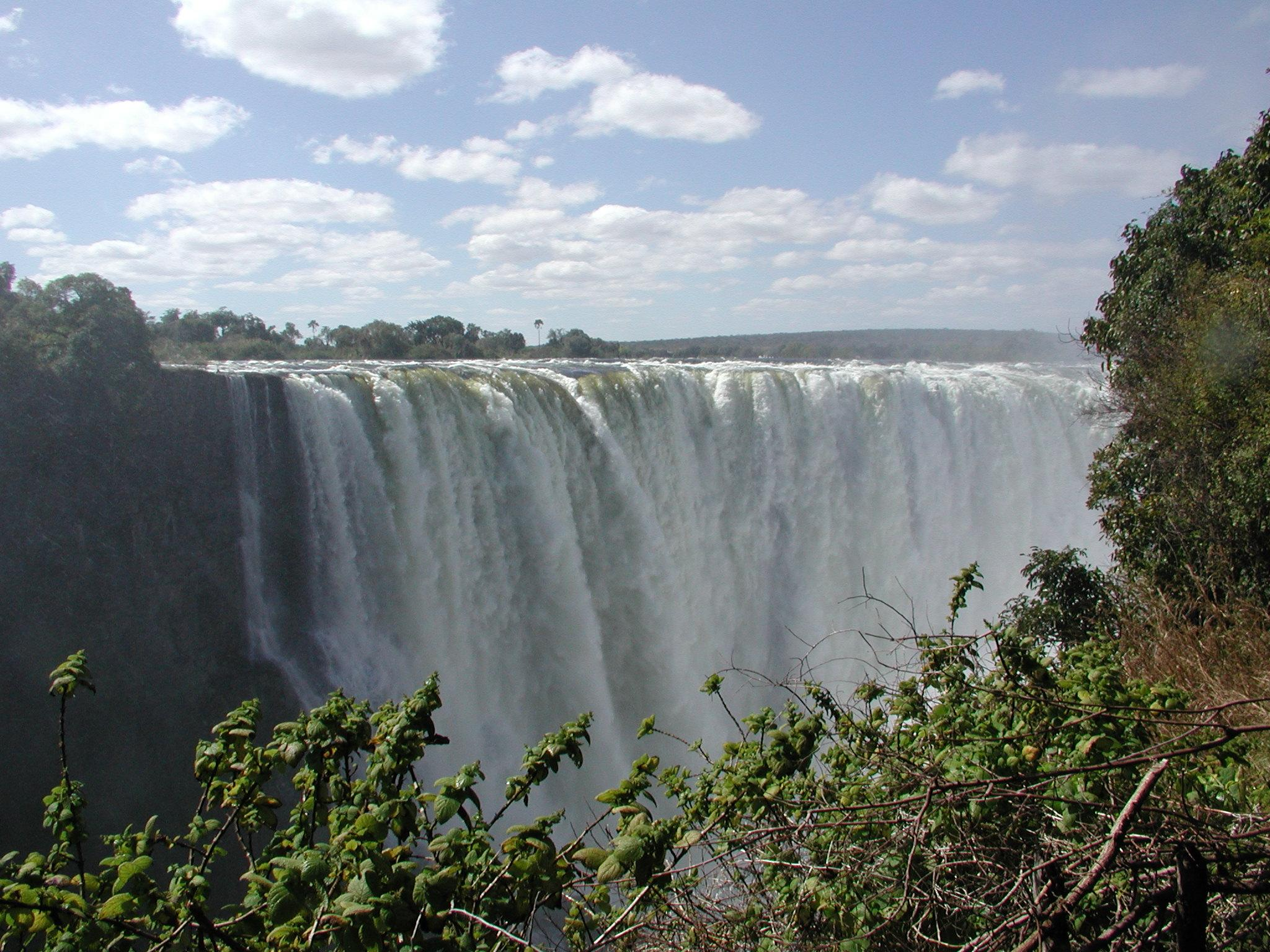
Водопад Виктория

Замбия находится в южной части Африканской платформы. На её территории выделяют как стабильные блоки (Массив Касаи кратон Бангвеулу), так и подвижные складчатые пояса. Массив Касаи на западе страны имеет архейское основание перекрытое отложениями верхнего протерозоя и перми-триаса. Кратон Бангвеулу образован метаморфическими образованиями архея, которые перекрыты комплексами нижнего протерозоя. Убендийский складчатый пояс занимает небольшую территорию на северо-востоке Замбии; он сложен метаморфическими породами архея и нижнего рифея. Кибали-Дамарский пояс протянулся от границы с Танзанией до Намибии и сложен архейскими гнейсами и метаморфическими породами протерозоя. Мозамбикский пояс протянулся на востоке страны и сложен архейскими и протерозойскими метаморфическими образованиями, а также гранитоидами различного возраста. Луфилийская дуга находится на севере Замбии; в складках её отложений локализуются знаменитые месторождения меди и других руд.
Наиболее важные полезные ископаемые Замбии: каменный уголь, медная руда, кобальт, свинец, цинк, олово, золото. Имеются месторождения железной руды, урана, никеля, флюоритов, некоторых драгоценных камней и др. Месторождения каменного угля находятся на юге страны, вблизи северо-западного побережья озера Карибу, а также в центральных районах Замбии. По запасам меди Замбия занимает одно из лидирующих позиций среди всех стран мире (по данным на 2008 год — 9-е место). Месторождения меди приурочены к Меденосному поясу Центральной Африки, на границе с ДРК. Месторождения олова — довольно небольшие, все они находятся на юге страны.

## Климат
Климат субэкваториальный. Самым тёплым месяцем является октябрь, его средняя температура составляет +23…+27 °С. Средняя температура самого холодного месяца — июля составляет +15…+20 °С. Среднегодовое количество осадков — 600—1400 мм.

## Внутренние воды

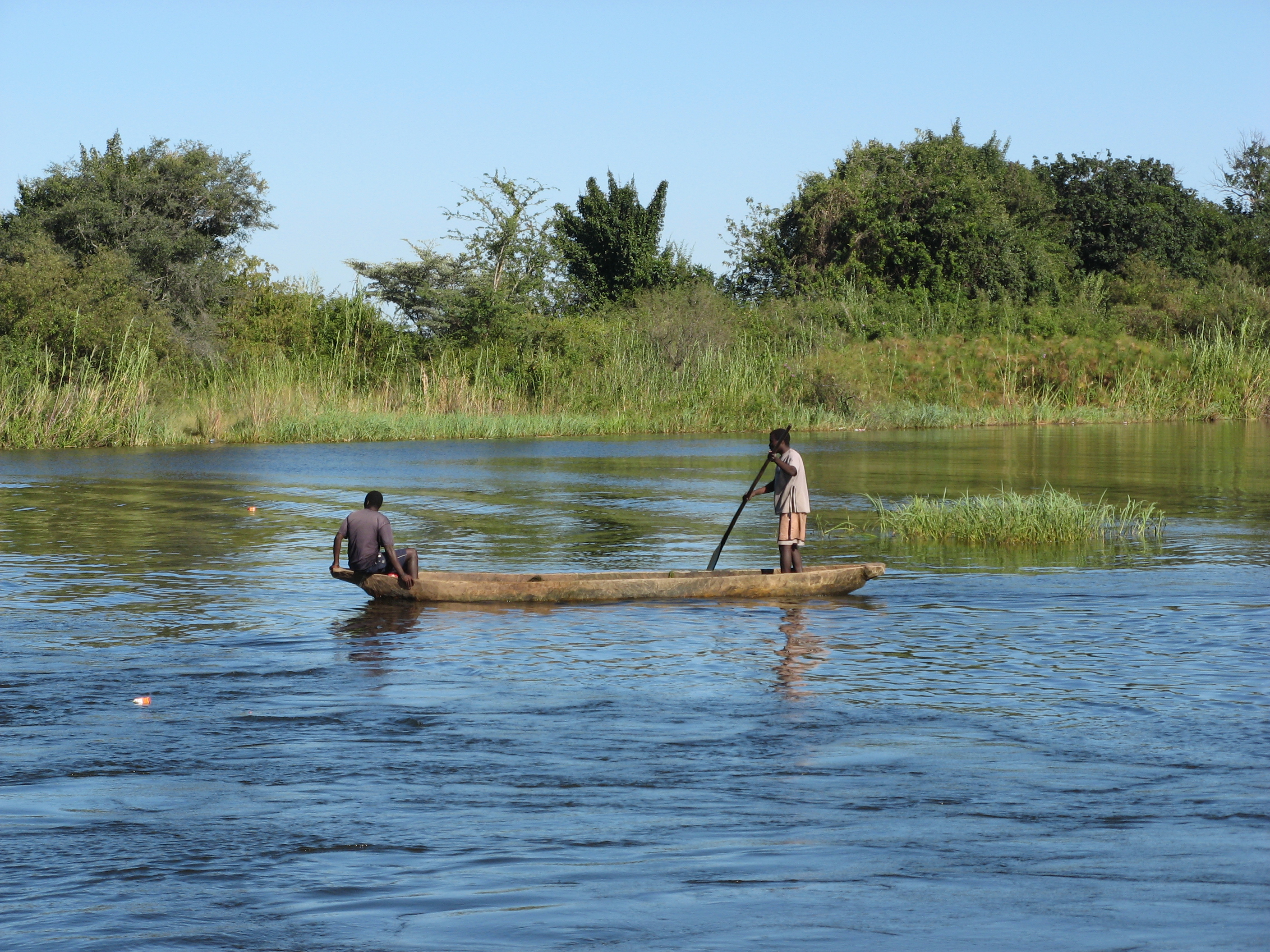
Река Замбези

Бассейн протекающей вдоль западной и южной границ страны реки Замбези занимает около трёх четвертей территории страны, остальная часть относится к бассейну реки Конго. Незначительная территория на северо-востоке страны относится к бессточному бассейну озера Руква, расположенному в Танзании. Водораздел между Конго, впадающей в Атлантический океан и Замбези, текущей в Индийский океан примерно совпадает с государственной границей Замбии и ДРК. Река Замбези берёт начало на крайнем северо-западе Замбии, затем проходит через территорию Анголы и вновь возвращается в Замбию, формируя большую часть её южной границы. На границе Замбии с Зимбабве на Замбези расположены несколько водопадов, в тот числе знаменитый водопад Виктория. Крупнейшие притоки Замбези на территории Замбии — реки Кафуэ и Луангва. К бассейну Конго относятся крупные реки Чамбеши и Луапула.
Прогибы в плато в центре и на востоке страны зачастую заняты озёрами или заболоченными землями, среди них озеро Бангвеулу. На границе с ДРК находится крупное озеро Мверу; на севере территория Замбии имеет выход к озеру Танганьика. На реке Замбези на границы Замбии и Зимбабве имеется крупное водохранилище Кариба.

## Флора и фауна
Растительный мир Замбии включает в себя сухие и переменно-влажные тропические леса, а также саванны, в которых произрастает акация и баобаб.
На территории Замбии по сей день проживают крупные животные: носороги, слоны, бегемоты, зебры, жирафы, антилопы, львы. Для охраны животного мира создано несколько заповедников и национальных парков, среди которых Кафуэ — второй по величине национальный парк Африки.

## Земли
- пахотные земли: 7 %
- постоянные пастбища: 40 %
- леса и заповедники: 39 %
- остальное: 14 %

По данным на 2005 год орошаемые земли занимают в Замбии около 1560 км².